# Katedrála svatého Řehoře Osvětitele (Jerevan)
Katedrála svatého Řehoře Osvětitele (arm. Սուրբ Գրիգոր Լուսավորիչ մայր եկեղեցի, Surb Grigor Lusavorich mayr yekeghetsi), též Jerevanská katedrála, je největší katedrálou Arménské apoštolské církve. Nachází se v hlavním městě Jerevanu, v Centrálním distriktu (Kentron). Spolu s Katedrálou Nejsvětější Trojice ve Tbilisi je to největší církevní stavba na jižním Kavkaze.
Katedrála byla vystavěna v letech 1997–2001. Její posvěcení bylo součástí oslav 1700 let od prohlášení křesťanství státním náboženstvím v Arménii.
Katedrála má kromě hlavního kostela dvě kaple.